# تعاطف سريري
يُعرف التعاطف السريري (بالإنجليزية: Clinical empathy)‏ على أنه مهارة فهم ما يقوله المريض ويشعر به، والتواصل بشكل فعال طبقًا لهذا الفهم مع المريض. عكس التعاطف السريري هو الانفصال السريري، وهو الوقوف علي مسافة بعيدة عن المريض وخدمة المريض من وجهة نظر موضوعية. وحتى يتمكن الأطباء من زيادة دورهم يجب تحقيق نوع من التوازن بين الانفصال السريري والتعاطف السريري.
في عام 2001، تم إنشاء أداة لقياس تعاطف الطبيب تجاه كل مريض. هذه الأداة تسمى مقياس جيفرسون لتعاطف الطبيب. تم وضع استبيان مكون من 20 عنصرًا موجهًا في الأساس لطلاب كلية الطب والأطباء الممارسين ولكنه امتد ليشمل طب الأسنان والتمريض لأنه من السهل تفسيره وتطبيقه وتحليله.
من بداية السنة الأولى للطالب إلى السنة الرابعة في كلية الطب، انخفضت درجة التعاطف في مقياس جيفرسون. يؤثر كلا من النوع واختيار التخصص على درجات التعاطف.

## التعاطف السريري
التعاطف السريري هو مكون رئيسي في العلاقة بين المريض ومزود الخدمة. يُنظر إليها على أنها ركيزة الاحتراف المقبولة لدى طلاب الطب. يشمل التعاطف الجوانب المعرفية والوجدانية. يدور المجال المعرفي حول فهم تجارب المريض والقدرة على فهم العالم من وجهة نظره. وهذا يتناقض مع الجانب الوجداني من التعاطف الذي يشمل المشاركة في التجارب العاطفية للمريض ومشاعره، والتي ترتبط ارتباطًا وثيقًا بالتعاطف. يتواصل الأطباء المتعاطفين بسهولة مع المرضى، مما يفيد المريض في صحته الجسدية والعقلية والاجتماعية. إن مقدرة مقدم الرعاية على توفير الرعاية التعاطفية وكذلك إدراك هذه الرعاية من قبل المريض نقطة مهمة جدًا في التشخيص والعلاج. يفسح تطوير القدرة على فهم أفكار ومشاعر المريض المجال لمقابلة طبية ناجحة ووضع علاج تعاوني. ويؤدي التعاطف السريري إلى رضا أكبر من جانب المرضى، وامتثالًا أفضل وعدد أقل من الدعاوى القضائية.

## الانفصال السريري
الانفصال السريري هو وسيلة لتوفير الرعاية الطبية الموضوعية المنفصلة مع الحفاظ على ما يكفي من الاهتمام بالمريض لتقديم تفهم عاطفي. تهدد العلاقة الوطيدة بين مقدم الرعاية الصحية والمريض الموضوعية، لذلك يصبح وجود مسافة اجتماعية شئ متوقع من أجل ضمان الاحترافية. يتم تعليم الطلاب في كلية الطب مهارات الانفصال السريري كآلية واقية للتعامل مع التجارب العاطفية مثل الموت. الانفصال السريري هو أيضًا وسيلة للتعامل مع ضغوط ارتكاب الأخطاء والتشكك الطبي. قمع العواطف وقتل روح الدعابة هي آليات تستخدم لمواجهة المواقف المؤلمة من أجل إعطاء تقييم موضوعي.

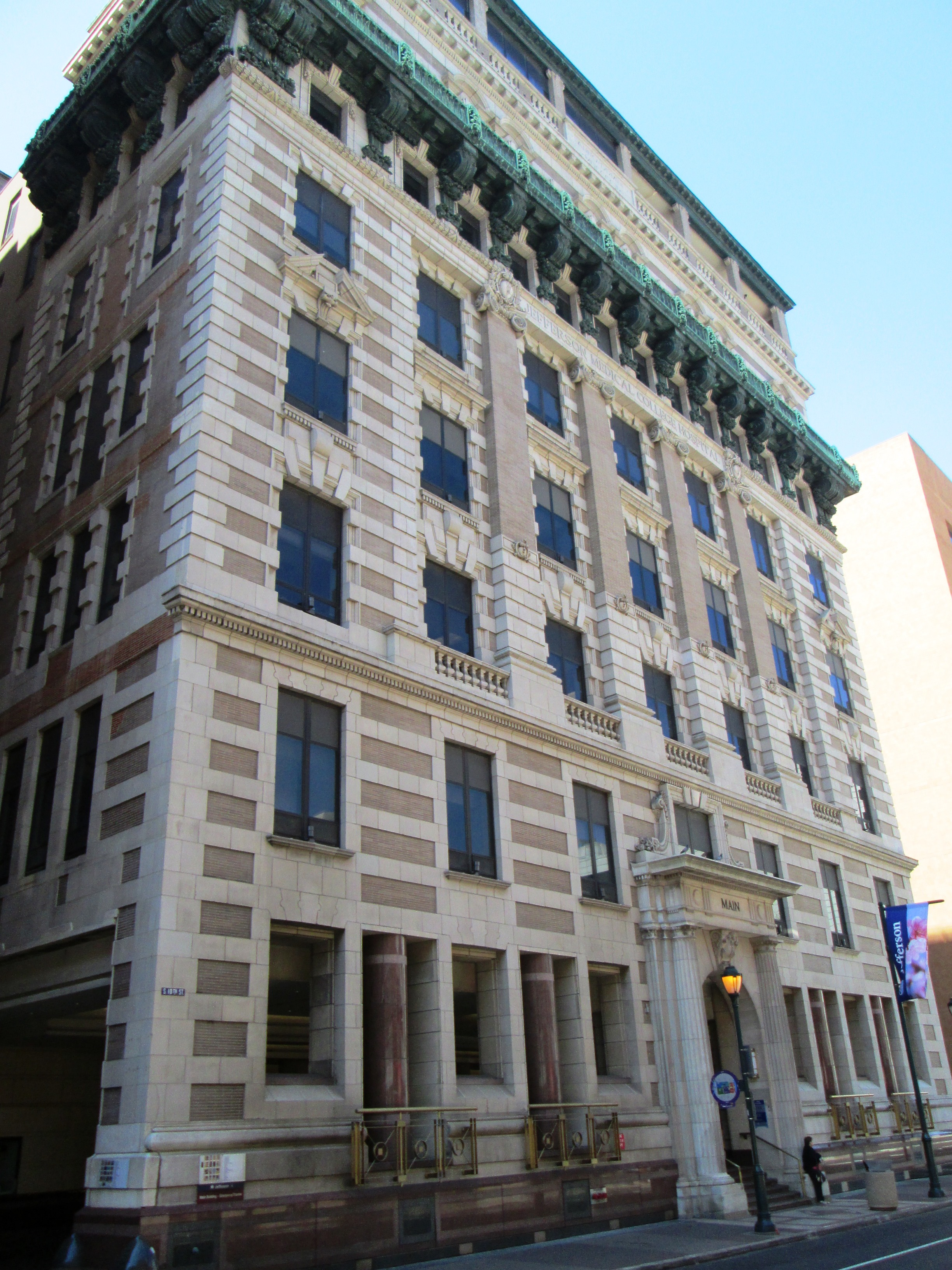
كلية جيفرسون الطبية. (المبنى الرئيسي)

## المقياس
لأن التعاطف مفهوم معقد ومتعدد الأوجه، ثبت أنه من الصعب قياسه، على الرغم من وجود مقاييس لقياس التعاطف مثل مؤشر التفاعل بين الأشخاص الذي وضعه ديفيس، ومقياس التعاطف الذي وضعه مهربيان وإيبشتاين، ومقياس هوجان للتعاطف، إلا أنه لم يتم إنشاؤها صراحةً لقياس تعاطف الأطباء. تم إنشاء مقياس جيفرسون لتعاطف الأطباء في مركز البحوث في التعليم الطبي والرعاية الصحية (CRMEHC) في كلية جيفرسون الطبية لقياس مدي إدراك المريض للتعاطف الصادر من مقدم الرعاية. إن بناء المصداقية والمعايير المرتبطة بها والاتساق الداخلي وموثوقية إعادة الاختبار، جميعها تقدم دعماً تجريبياً لمقياس جيفرسون الخاص بـتعاطف الأطباء.
كان المقياس في الأصل معد للتوزيع على طلاب الطب والأطباء. منذ إنشائه، تمت ترجمته إلى 53 لغة وتطبيقه على المهن الطبية الأخرى مثل طب الأسنان والتمريض. توجد الآن ثلاثة إصدارات من المقياس، واحدة لطلاب الطب (الإصدار S)، وواحدة للمهن الصحية (إصدار HP)، وواحدة لطلاب المهن الصحية (الإصدار HPS). تنص نتائج الاستبيان المكون من 20 بند على أن أعلى الدرجات لها علاقة بمستويات أعلى من التعاطف في رعاية الأشخاص.

## دوره في التعليم الطبي
غالبًا ما تكون أول تجربة لطلاب الطب مع المريض من خلال جثة في دورة التشريح. يجسد العمل عن كثب مع جثة أثناء دورة التشريح جوهر العلاقة بين المريض والطبيب. عملية تشريح الجثة هي تجربة عاطفية وعقلية صعبة.
المشاركة والتأقلم العاطفي والقدرة هي ثلاثة مهارات تتطور خلال تجربة التشريح. قد يشعر طلاب الطب أثناء دورة التشريح بانفعالات مختلطة وردود فعل متغيرة على تشريح الجثث. الطلاب الذين ينظرون إلى المتبرع كعينة علمية أقل معارضة لعملية التشريح، في حين أن الطلاب الذين يرون متبرعهم كإنسان حي سابق يواجهون صعوبة أكبر في تشريحهم وتنمو مشاعر التعاطف أكثر تجاه الجثث.
في البلدان الغربية، يؤكد التعليم الطبي على «الجسم كأول مريض» كفلسفة للتشريح. تنشيء تلك الجثث مجهولة الهوية علاقة مختلفة عن تلك الموجودة في بلدان الشرق. تتبنى العديد من الدول الشرقية نظرية اعتبار المتبرعين «المعلم الأول». على سبيل المثال، في تايلاند، يتم تشجيع الطلاب على تطوير علاقة شخصية مع المتبرعين. يتم توجيه الطلاب إلى معاملة المتبرعين بأعلى تكريم والنظر إلي الجثث كأنها «كمعلم عظيم». تلك النظرة تسمح لطلاب الطب بتشكيل علاقة مألوفة لديهم بين المعلم والطالب علي العكس من تعاملهم مع متبرعيهم كأطباء، وهي ممارسة جديدة وغير مألوفة على الطلاب. على الرغم من أن البلدان الشرقية والغربية تتعامل في تشكيل العلاقات مع الجثث بشكل مختلف، إلا أنه يمكن تعميم أن الدورات التشريحية توفر فرصة للطلاب لاختبار مشاعرهم تجاه الحياة والموت. تعزز هذه الدورات أيضًا تطوير استراتيجيات المواجهة للمواقف العصيبة.
على مدار فترة التعليم الطبي، يختلف الذكور والإناث في مواقفهم وتطبيق العلاج التعاطفي. يحصل الطلاب الذين يختارون تخصصات موجّهة للأشخاص مثل طب الأسرة والطب الباطني العام وغير ذلك من تخصصات الرعاية الأولية على درجات أعلى في مقياس جيفرسون لتعاطف الأطباء، في حين يحصل الطلاب الذين يختارون تخصصات متعلقة بالتكنولوجيا مثل علم الأمراض، وعلم الأشعة، وعلم التخدير علي درجات أقل. ومن الأرجح أن تختار الإناث التخصصات الموجهة للأشخاص بينما يميل الذكور أكثر للتخصصات المتعلقة بالتكنولوجيا. تسجل الطالبات درجات أعلى من الطلاب الذكور على مقياس جيفرسون لتعاطف الأطباء خلال جميع سنوات التعليم في كلية الطب. كما أن لدى الطالبات احتمال أكبر لرفض فكرة الحاجة إلى الانفصال السريري من أجل توفير أفضل علاج طبي.